# Приморська АЕС
Приморська атомна електростанція (рос. Приморская АЭС, ПАЭС) — проектована атомна електростанція в Приморському краї Росії, поблизу міста Арсеньєв. Електростанція призначена для забезпечення електроенергією планованого алюмінієвого заводу «Русал» і включена до федеральної програми з атомної енергетики з 2010 року. План будівництва тут АЕС існує ще з 1980-х років. Однак у 2012 році планування будівництва було призупинено.

## Історія та технічна інформація

### Початки
Ще в кінці 1980-х років на сході Росії планувалося розмістити перші морські атомні електростанції. У результаті в 1988 році вперше було оголошено про перспективу будівництва атомної електростанції в Приморському краї. У 1992 році атомна електростанція була включена в програму будівництва після 2010 року з перспективою будівництва двох перспективних блоків ВВЕР-640. На додаток до цього розташування також розглядалося розташування в Хабаровському краї - Далекосхідна атомна електростанція. Конфігурація силових установок була однаковою, тому вони планувалися одночасно. Проте в якості еталонної використовувалася атомна Далекосхідна електростанція. Однак проблемою виявилася оцінка відповідного місця, яке має бути доступним і водночас придатним для будівництва ядерної установки. У той час як майданчик на річці Амгунь був доступний для Далекосхідної АЕС з 1989 року, оцінка Приморської АЕС виявилася більш складною.

### Після розпаду СРСР
У 1995 році з федерального державного бюджету були виділені кошти на ТЕО обох електростанцій. Однак у 1998 році обставини змінилися, тому дослідження для АЕС на Далекому Сході було припинено і продовжувалось лише дослідження для АЕС у Примор'ї. Проте саме дослідження пройшло успішно, оскільки вдалося знайти підходящу ділянку для АЕС поблизу міста Арсеньєв. Для реалізації проекту намагалися залучити приватні компанії. Однак існував також регіональний опір цій роботі, який був здебільшого чорнобильським синдромом, спричиненим аварією на Чорнобильському реакторі 1986 року. Атомна електростанція ніколи не задумувалася як основне вирішення енергетичних проблем регіону, а лише як довгострокове доповнення до енергетичного балансу.
Крім Росії, в отриманні енергії з електростанції потужністю 1300 МВт також були зацікавлені Китай і Південна Корея. Результатом цього стало планування нової лінії високої напруги 500 кВ довжиною 1800 км до міста Шеньян на півночі Китаю, яка продовжується через Північну Корею до столиці Південної Кореї Сеула. Вартість будівництва лінії оцінюється приблизно в 1,5 мільярда доларів, при цьому Китай і Південна Корея також хочуть розділити витрати, але не Північна Корея. Із запровадженням нової програми будівництва Міністерством атомної енергетики Російської Федерації в 2001 році Приморська атомна електростанція з того часу була запланована як двоблокова, рівна чотирьом блокам ВВЕР-640. Проект також перенесли на період 2010-2020 років. Однак Мінатом не мав головних пріоритетів для перегонів, тому планування було сповільнене.

### Зупинка проекту
22 лютого 2008 року для Приморської атомної електростанції було обіцяно будівництво двоблокової електростанції з реакторами ВБЕР-300 потужністю 300 МВт, кожен з яких має бути введений в експлуатацію між 2016 і 2020 роками. Подібним чином у 2007 році велися переговори з виробником алюмінію «Русал» про будівництво чотириблокової електростанції загальною потужністю 4000 МВт у рамках будівництва нового алюмінієвого заводу в регіоні. Більше третини енергії для алюмінієвого заводу мали брати з АЕС. У рамках цього плани були змінені в 2009 році, і було вирішено побудувати два ВВЕР-1200/501. Арсеньєв все ще є кращим місцем для електростанції. Однак у 2012 році проектування об’єкта було призупинено.

### Новий проект
У серпні 2024 року уряд Росії оголосив про введення в експлуатацію двох блоків ВВЕР-С-600 на Приморській АЕС у 2039 і 2041 роках у рамках програми будівництва нової АЕС. Завдяки цьому проект знову ожив через багато років.

## Інформація про реактори
| Реактор       | Тип реактора | Продуктивність | Продуктивність | Початок будівництва | Підключення до мережі | Введення в експлуатацію | Закриття |
| Реактор       | Тип реактора | Нетто          | Брутто         | Початок будівництва | Підключення до мережі | Введення в експлуатацію | Закриття |
| ------------- | ------------ | -------------- | -------------- | ------------------- | --------------------- | ----------------------- | -------- |
| Приморський-1 | ВВЕР-С-600   |                | 600 МВт        |                     | 2039                  |                         |          |
| Приморський-2 | ВВЕР-С-600   |                | 600 МВт        |                     | 2042                  |                         |          |